# Achiam
Achiam (Bet Gan, 10 februari 1916 – Parijs, 26 maart 2005) was een Frans-Israëlische beeldhouwer.

## Leven en werk
Ahiam Shoshany, genaamd Achiam, werd, als zoon van een boer, geboren in de streek Galilea in voormalig Palestina. Hij woonde en werkte het grootste deel van zijn leven in Frankrijk en had zowel de Israëlische als de Franse nationaliteit. Hij volgde een opleiding aan een landbouwschool. Als beeldhouwer kreeg hij een basisopleiding bij de kunstenaar Zeev Ben Zvi en hij werkte vanaf 1945 in steengroeves bij Jeruzalem. In 1947 vertrok eerst naar Praag, waar hij de eerste prijs won in een internationale competitie, die was uitgeschreven voor een monument in Lidice. Vervolgens reisde hij naar Parijs waar hij kennismaakte met het werk van Art Brut-kunstenaars als Jean Dubuffet. Hij ontwikkelde zich verder in diverse ateliers (onder andere van Ossip Zadkine en Constantin Brâncuşi) en in steengroeves tot steenbeeldhouwer.
Hij creëerde figuratieve werken met geabstraheerde vormen, maar is bij geen kunststroming in te delen. De steensoorten waarmee hij bij voorkeur en taille directe werkte zijn basalt, graniet, albast en serpentiniet, maar ook kwarts, zandsteen, kalksteen en marmer. Achiam maakte eveneens werken in hout en brons.

## Exposities
Reeds in 1948 kreeg Achiam een tentoonstelling bij de gerenommeerde galerie René Drouin in Parijs.
Hij hield ondanks het feit, dat hij woonde en werkte in Frankrijk (Sèvres) een band met Israël, waar hij ook regelmatig exposeerde. Een belangrijke tentoonstelling werd gehouden in 1993 in Tefen Sculpture Garden in Tefen (Galilea). In 2003 werd een museum gewijd aan zijn werken, het Achiam Sculpture Museum, in het Turkse Fort Shuni dat deel uitmaakt van de archeologische plaats Caesarea bij Binyamina in Israël.
19 werken, die zich bevonden in de beeldentuin behorende bij zijn woonhuis in Sèvres, zijn opgesteld langs een beeldenroute die door de vijf gemeenten van de in 2003 gestichte Communauté d'agglomération Arc de Seine voert, te weten Chaville, Issy-les-Moulineaux, Meudon, Vanves en Ville-d'Avray in het departement Hauts-de-Seine.

## Symposia
Achiam nam als steenbeeldhouwer regelmatig deel aan beeldhouwersymposia, zoals:
- 1960 het tweede Symposion Europäischer Bildhauer in het Oostenrijkse Sankt Margarethen im Burgenland met Goliath
- 1963 het symposium Forma Viva in Portorož in Slovenië met Hommage aux patriotes tombés pour la liberté
- 1991 in de Tefen Sculpture Garden in Israël

## Fotogalerij

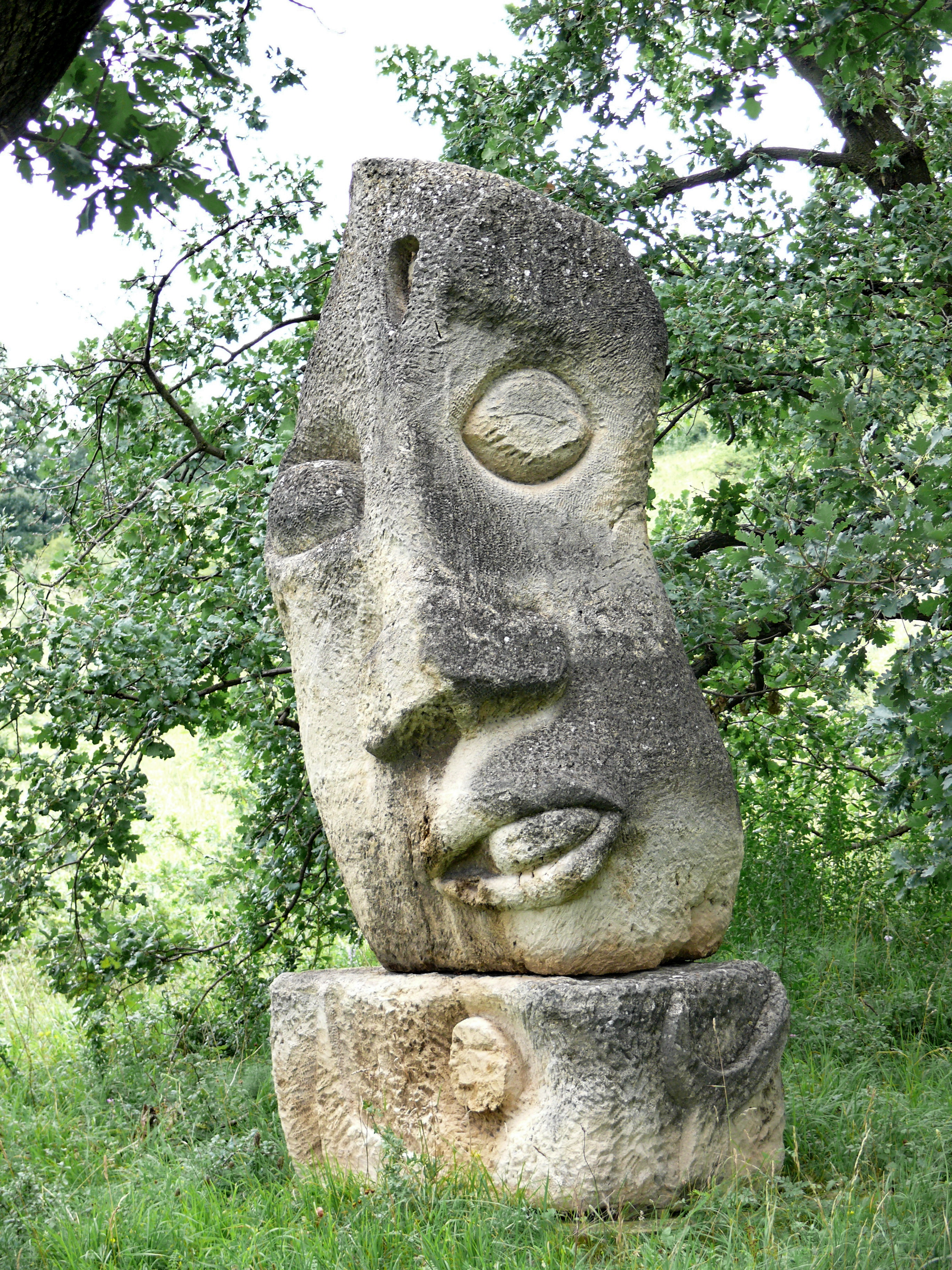
Goliath (1961)
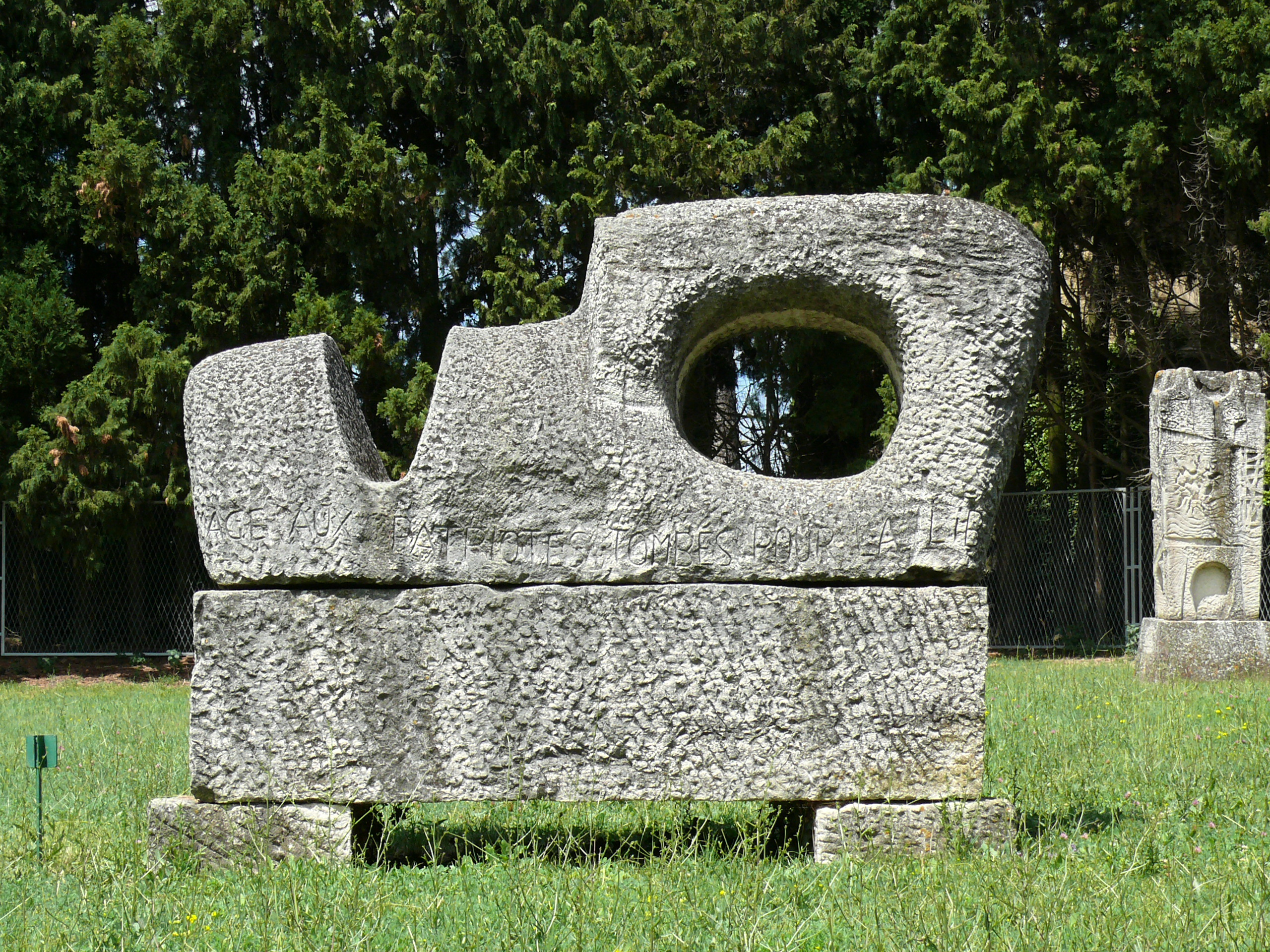
Hommage aux patriotes tombés pour la liberté (1963)
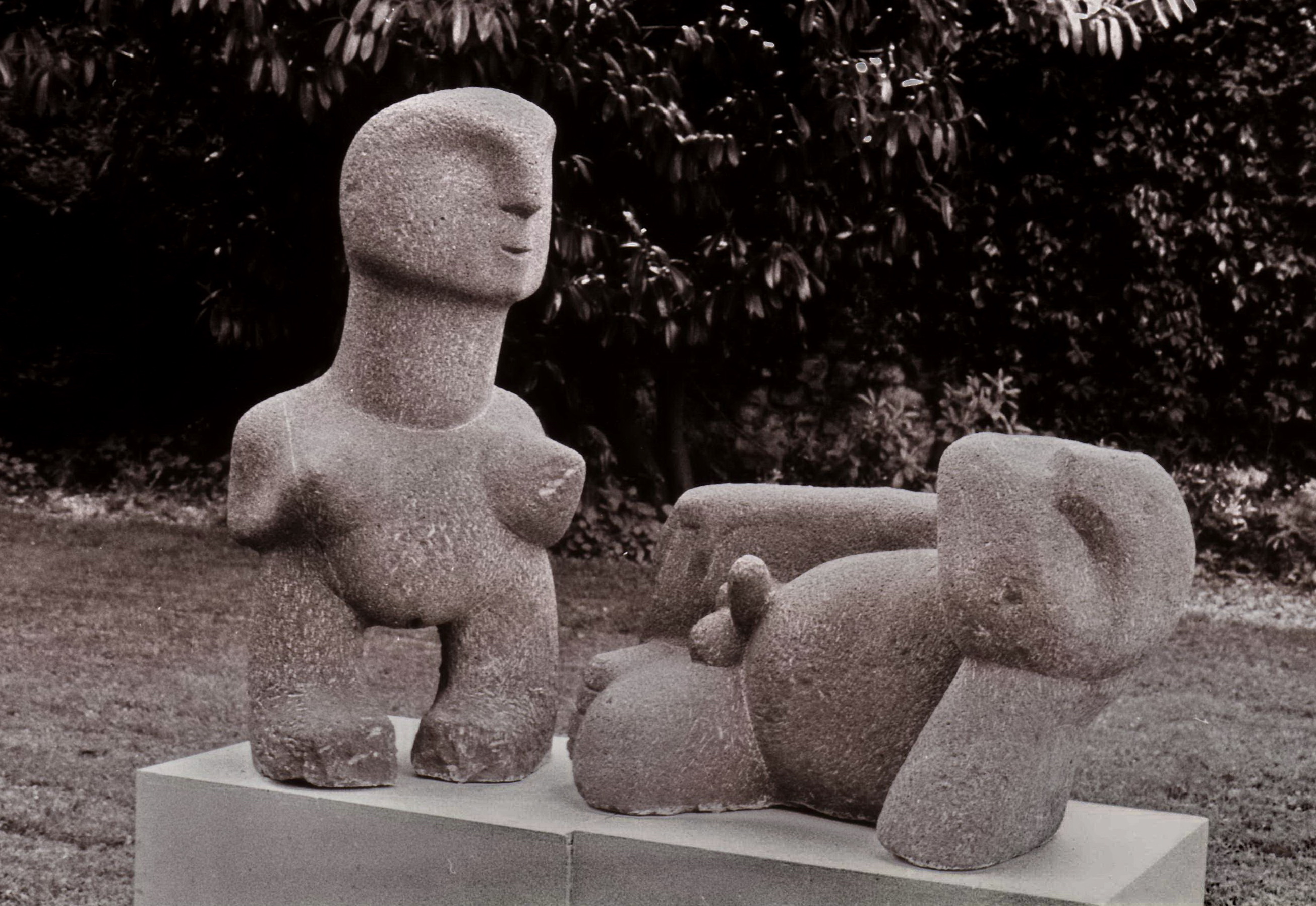
Adam & Eve (1991) in Tefen
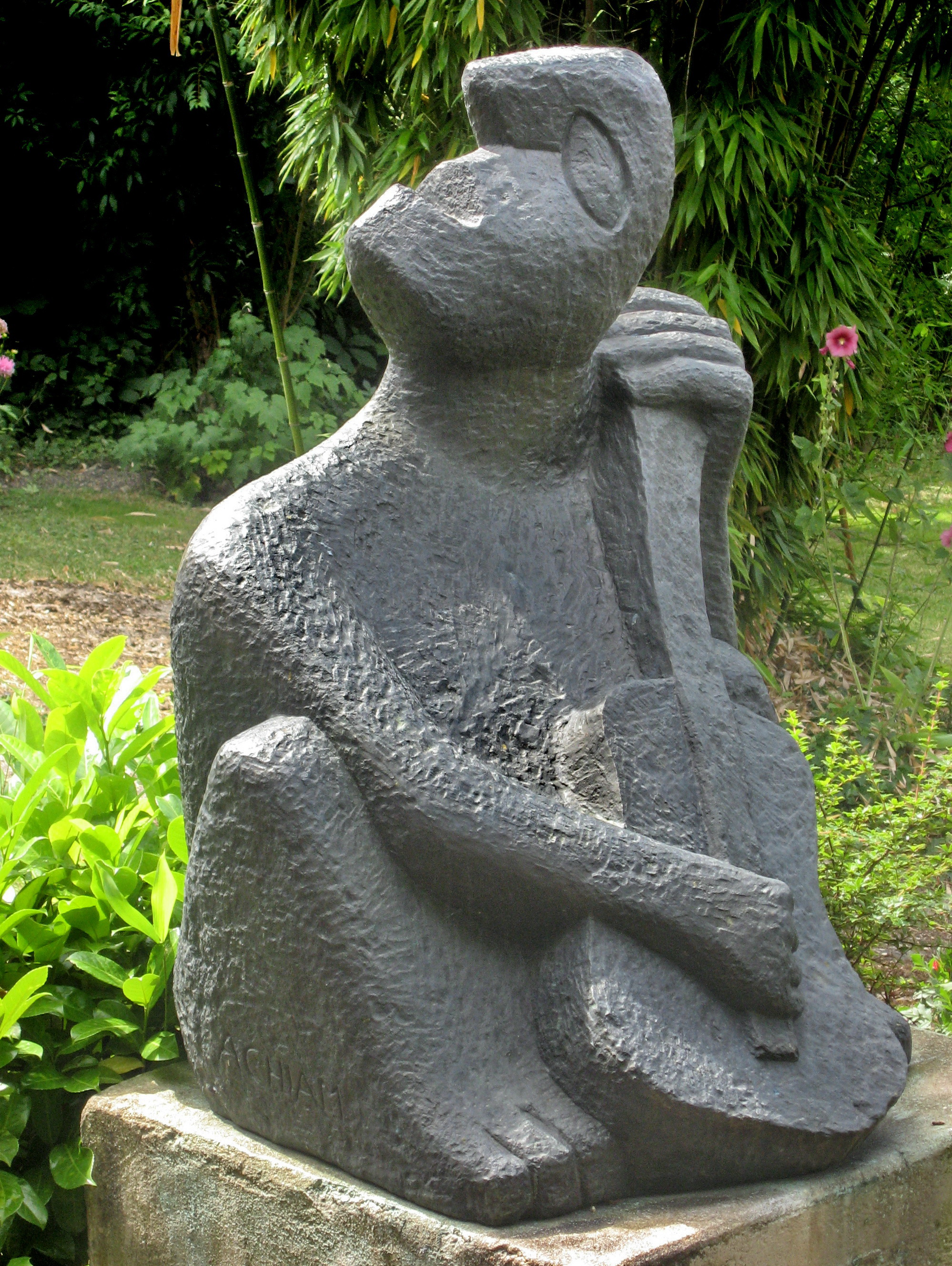
Joueur de guitare